# Казачья сотня
Казачья со́тня — тактическая и административная единица, подразделение в казачьих частях.

## История
В войске Древней Руси полки делились на сотни. Городское купечество Московской Руси делились на сословные единицы — сотни, и жители Новгорода (Великого Новгорода, Новгородская республика) и его пригородов, делились, по промыслам, на сотни, и писались: сотня гостиная, суконная и прочие.
Казачьи полки, пишет В. И. Даль, и ныне разделены на сотни, в которой, однако же, полагается более ста человек.
На Слобожанщине с 1640-х годов по 1765 год сотня являлась военизированной единицей административно-территориального деления слободского полка, который, в свою очередь, также был административно-территориальной единицей губернии (наместничества). В 1765 году сотни были объединены в комиссарства.
С начала XVIII века, происходит юридическое оформление казачьего сословия, его прав и обязанностей в контексте структуры власти Российской империи, закрепление представителей казачьего сословия за Военным министерством, в это время в армии Российской империи появляются классические казачьи полки, которые состояли из шести сотен.
К началу XX века сотня имела в строю личного состава 120 человек в мирное время, а на время войны — 135.
Её составляли:
- Вахмистры — 1;
- Взводный урядник — 4;
- Младший урядник — 8;
- Сотенные трубачи — 1;
- Сотенные фельдшеры — 1;
- Строевые казаки — 120.

В Российской императорской армии сотня соответствовала эскадрону в коннице или роте в пехоте. Согласно Тихому Дону Шолохова, сотня Петра Мелехова (в составе Донской армии) состояла из четырёх взводов.